# Zone franche de la Haute-Savoie
La zone franche de la Haute-Savoie, appelée zone sarde lors de sa création, est une zone franche douanière instaurée en 1816 sur le territoire savoyard (alors sarde et devenu français en 1860) par le traité de Turin conclu entre la Confédération suisse et le Royaume de Sardaigne ; elle se situe au nord du département de la Haute-Savoie, à la frontière avec la Suisse.

## Histoire

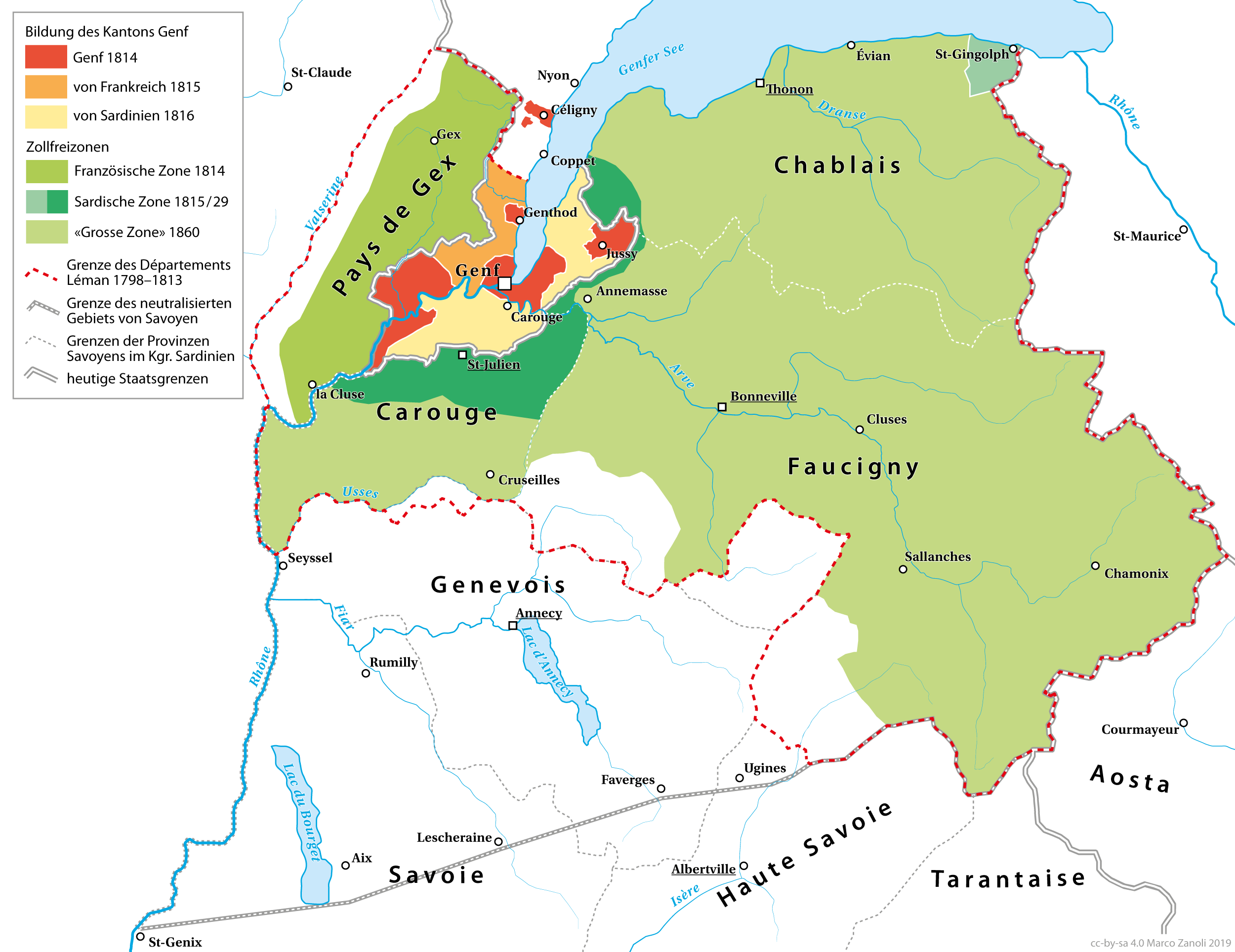
Évolution des zones franches, avec en vert foncé l'emprise actuelle de la zone franche de la Haute-Savoie.

Le « traité de cession territoriale et de limites entre la Sardaigne et la Suisse », signé à Turin le 16 mars 1816, fixe les limites entre le Royaume de Sardaigne (dont dépendait l'ancienne province de Haute-Savoie) et la Suisse. Il prévoit que la ligne des douanes sera fixée en recul par rapport à la frontière, créant ainsi une zone franche exempte de droits de douanes entre ces deux lignes. L'article 3 du traité stipule, en son article 3 : « La ligne de douane, dans le voisinage de Genève et du lac, passera, à partir du Rhône, par Cologny (hameau de Vulbens), Valeiry (Valleiry), Cheney (Chênex), le Luiset (L'Éluiset, hameau de Viry), le Châble (hameau de Beaumont), le Sapey (Le Sappey), le Viaison (rivière affluent de l'Arve), Étrembières, Annemasse, Ville-la-Grand, le long du cours du Foron jusqu'à Machilly, puis Douvaine et Colongette (hameau de Chens-sur-Léman) jusqu'au lac (Léman), et le long du lac jusqu'à Meillerie, pour reprendre ensuite et continuer la frontière actuelle par le poste le plus voisin de Saint-Gingoulph (Saint-Gingolph). ».
La zone franche est agrandie par Napoléon III en 1860 lors de l'annexion de la Savoie par la France. Cette grande zone franche recouvre la totalité du Genevois, du Chablais et du Faucigny. En 1923, le gouvernement Poincaré décide unilatéralement de supprimer la zone franche de Haute-Savoie ainsi que celle du Pays de Gex. Il s'ensuit un différend entre la France et la Suisse porté devant la Cour permanente d'arbitrage de La Haye. Après deux arbitrages, la zone franche de Haute-Savoie est rétablie à sa limite originelle. La sentence de Territet, formulée en 1933, fixe les règles actuelles de la zone franche. Ainsi, les marchandises étrangères entrent dans la zone en franchise de droits de douanes, mais sont passibles de taxes fiscales; et les produits agricoles produits dans la zone entrent en franchise en Suisse.

## Délimitation

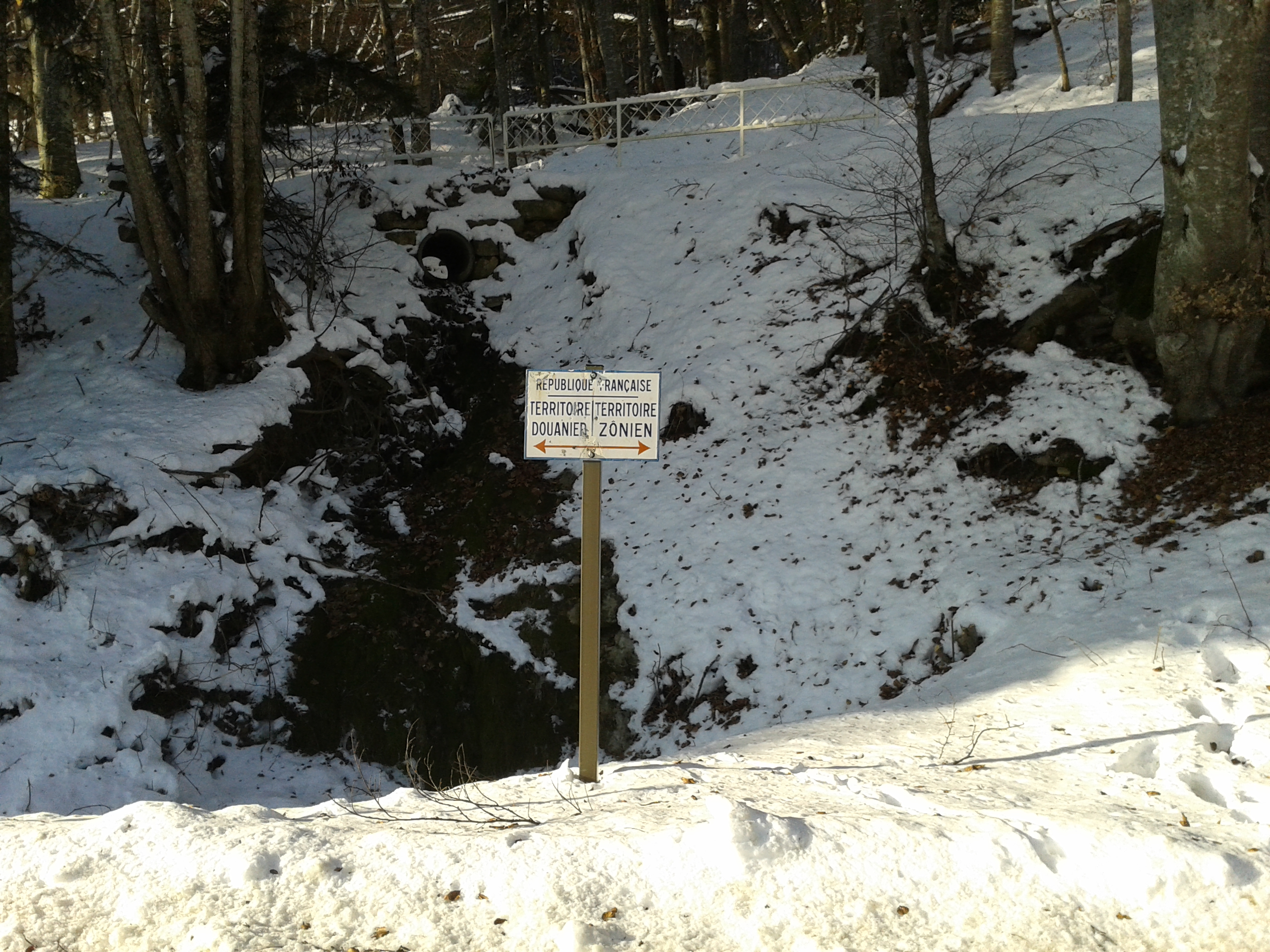
Panneau délimitant la zone franche de Haute-Savoie au Sappey, village situé sur le Salève.

La zone franche de la Haute-Savoie inclut en totalité les communes de Saint-Julien-en-Genevois, Neydens, Collonges-sous-Salève, Bossey, Monnetier-Mornex, Gaillard, Ambilly et Veigy-Foncenex, et pour partie celles de Vulbens, Valleiry, Chênex, Viry, Feigères, Beaumont, Le Sappey, La Muraz, Ville-la-Grand, Juvigny, Saint-Cergues, Machilly, Loisin, Douvaine et Chens-sur-Léman. Les communes de Saint-Gingolph et Novel, limitrophes du canton du Valais, sont intégrées à la zone franche en 1929.

## Régime douanier
Les marchandises peuvent être importées et exportées en franchise de droits de douane. À la fin du XXe siècle, le régime douanier permettait principalement l'importation de produits agricoles en Suisse, soit pour l'année 1998 47,3 millions de francs suisses d'importations cumulées pour les zone franche de la Haute-Savoie et du Pays de Gex contre 2,3 millions de francs suisses d'exportations
.

## Pour aller plus loin